# Swan Coastal Plain

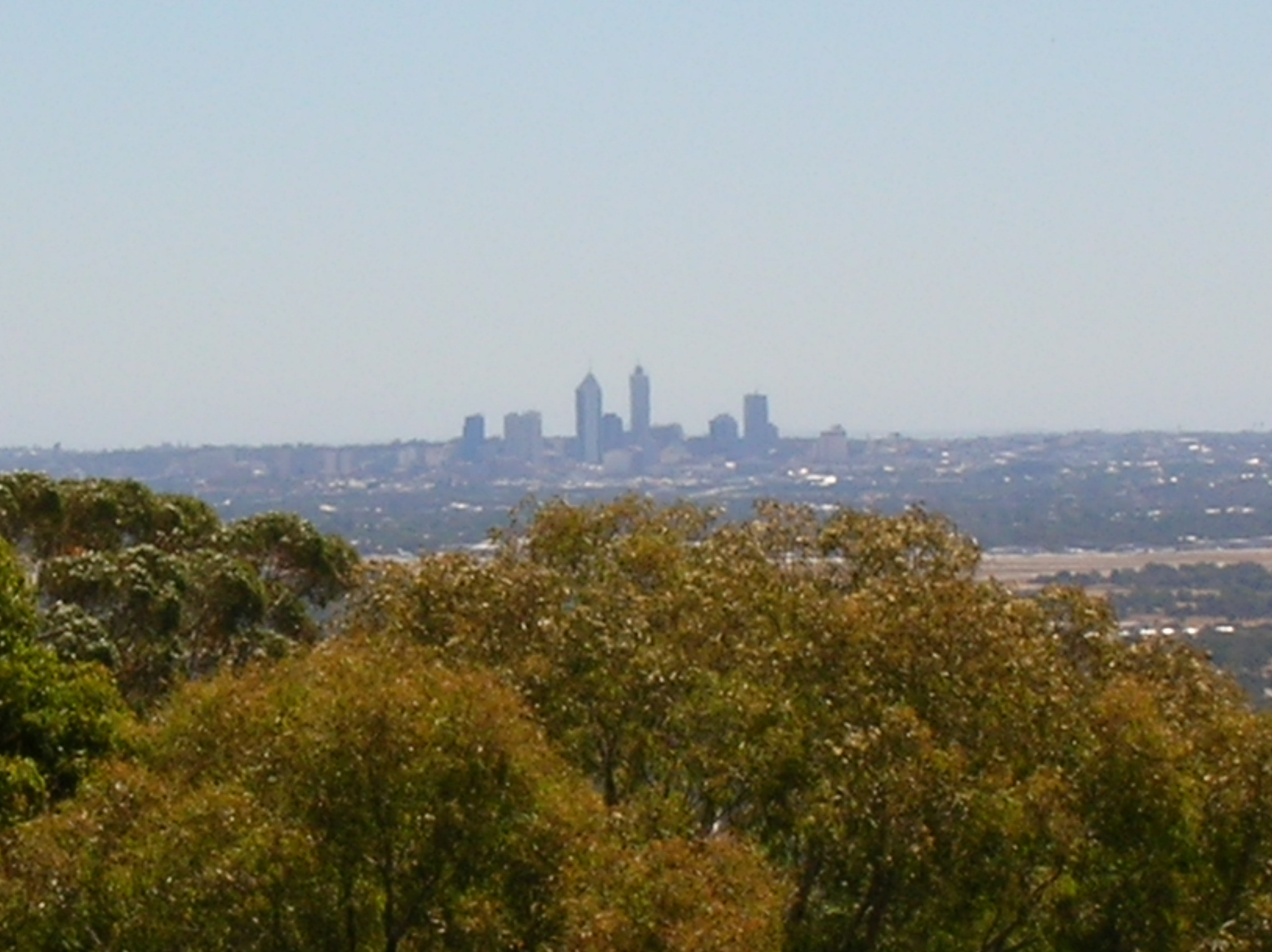
Swan Coastal Plain von der Darling Scarp aus betrachtet

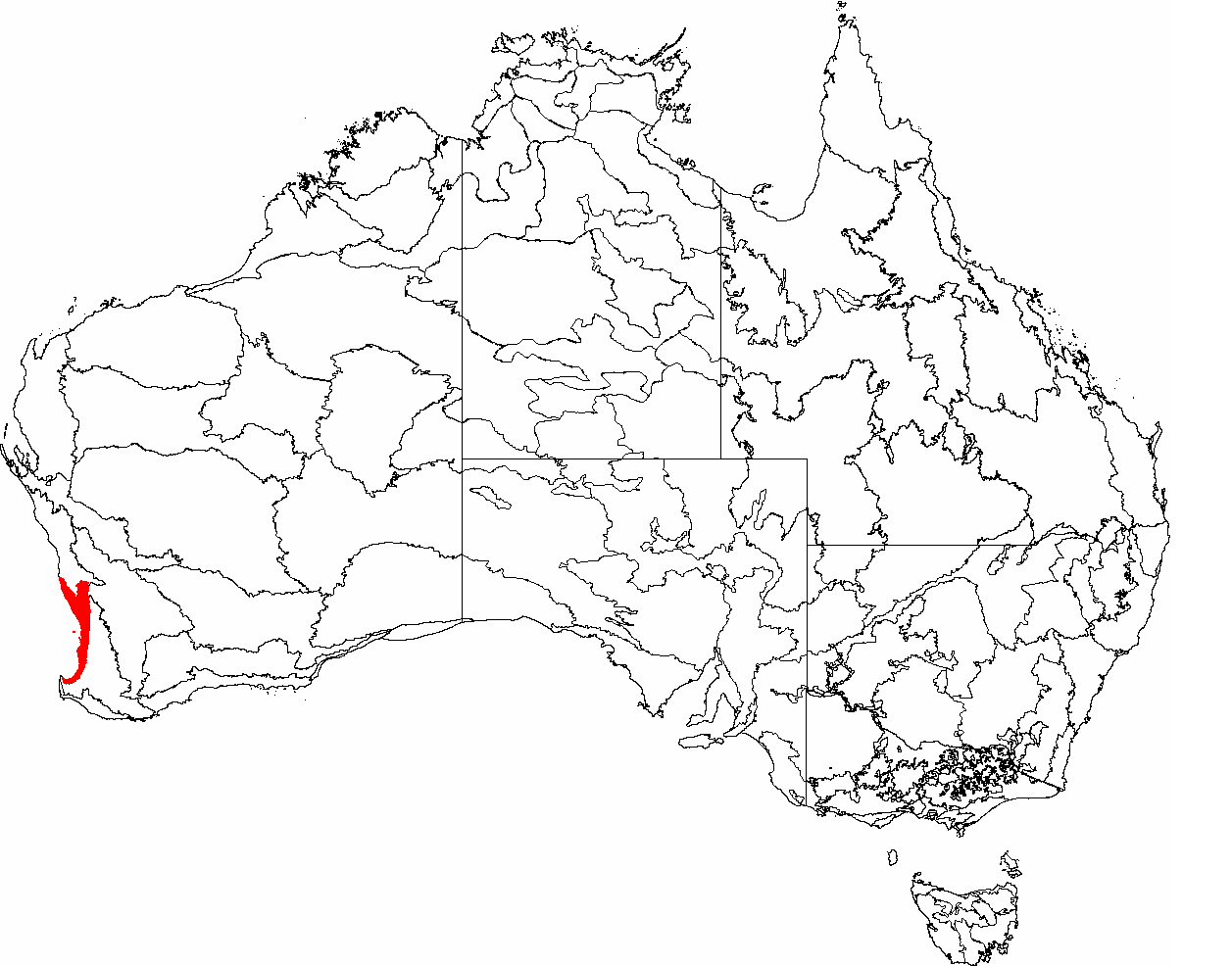
Swan Coastal Plain im System der IBRA

Die Swan Coastal Plain (deutsch: Schwan-Küstenebene)  in Western Australia bildet ein geographisches Gebiet – eine geologische und biologische Region, die zu den Interim Biogeographic Regionalisation for Australia (IBRA) gezählt wird. Die Ebene ist auch ein Teil des West Australian Shield.

## Lage
Die Ebene bildet einen 30 km breiten Streifen, der westlich der Darling Scarp liegt, bis zum Indischen Ozean und vom Cape Naturaliste im Süden bis nach Perth reicht. Das sandige Gebiet formte an der Küste Dünen. Die Küstenebene wird vom Osten nach Westen von zahlreichen Flüssen, wie dem Swan River und Canning River mit ihren Nebenflüssen durchflossen, die auch Feuchtgebiete bildeten. 
An der Küste dieses Landschaftsgebietes herrscht ein mildes Mittelmeerklima.

## Geologie
Die sandigen Ablagerung im Perthbecken, die im Tertiär entstanden, enthalten Travertin und Kalksandsteine mit Muscheln. Perth wurde auf Sanddünen aufgebaut, die im Pleistozän in der letzten Eiszeit entstanden. Das Sanddünensystem reicht bis in den Ozean hinein, in dem sich teilweise Ablagerungen aus erodierte Kalk- und Kalksandsteine und auch Riffe befinden.

## Flora und Fauna
Im Südwesten Australiens befindet sich eine reichhaltige Flora mit etwa 8.000 Arten, davon ein Viertel an der Küste. Die Pflanzenwelt auf den Dünen wie auch auf der Ebene bildete Gebüsche und in den Flusstälern, wo sich bessere Böden befinden, wachsen Eukalypten, in den Wäldern Banksia und weitere Baumarten. In den Feuchtgebieten befindet sich eine bedeutende Ökologie mit zahlreichen verschiedenen Pflanzen. 
In der Küstenebene lebt das Westliche Graue Riesenkänguru und das kleine Southwestern Pygmy Possum und mausähnliche Honigbeutler; auf den Inseln vor der Küste das Derbywallaby und das Quokka, dieses vor allem auf Rottnest Island.

## Geschichte
Vor der britischen Kolonisation lebten in diesem Gebiet die Aborigines der Yued, Whadjuk, Binjareb und Wardandi, ein Clan der Noongar, die als Jäger und Sammler dort lebten.
Die Europäer, die in dieses Gebiet eindrangen verdrängen die Aborigines und besiedelten es und legten zahlreiche Feuchtgebiete trocken. Sie nutzen es als Farmland, bildeten Parks und schufen Landgebiete für Erholungssuchende.